# Элемент C

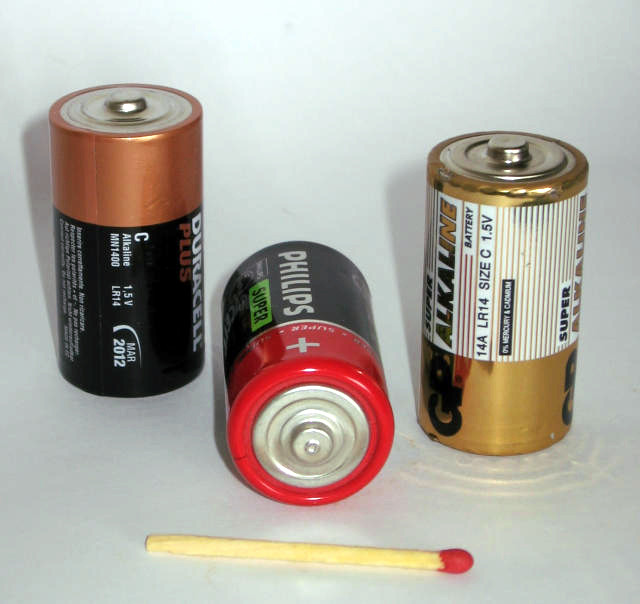
батарейки C производства Duracell, Philips и GP Batteries

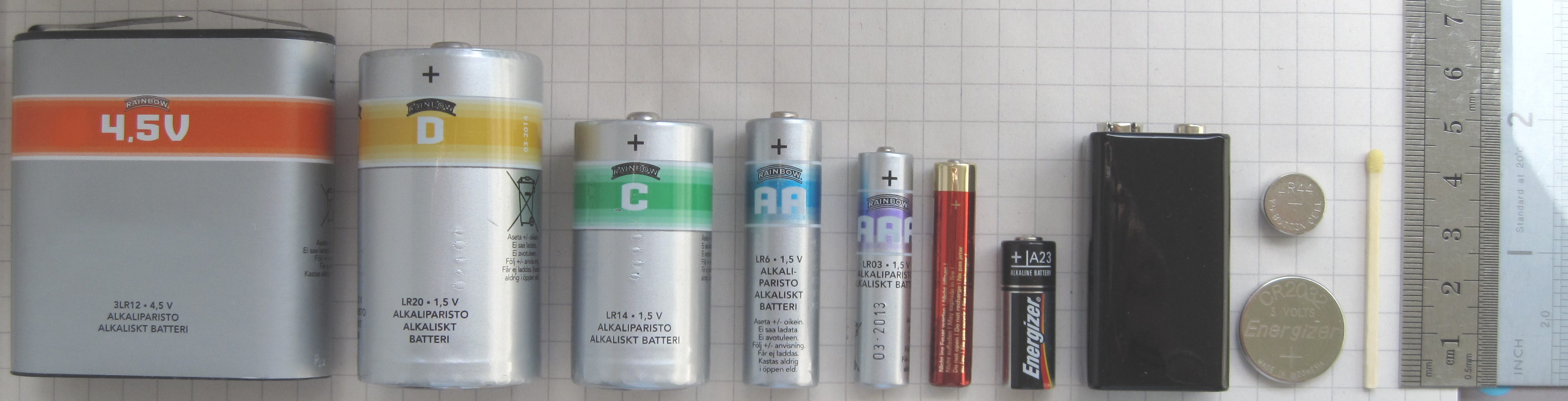
3-я слева ' в сравнении с другими

C (также R14, LR14, 343, Baby, UM2) — типоразмер сухих элементов и аккумуляторов.
В СССР имели обозначение 343 (торговая марка «Юпитер М»).

## Технические характеристики
- Длина — 50 мм, диаметр — 26,2 мм.
- Масса обычно около 37 граммов[уточнить].
- Напряжение — 1,5 В.
- Возможные значения ёмкости[2][3]:
  - Угольно-цинковый (солевой) гальванический элемент питания R14: 1750 мАч.
  - Щелочной гальванический элемент питания LR14: 3000—8200 мАч.